# Tobaksskatt
Tobaksskatt är en punktskatt på cigaretter, cigariller, cigarrer, röktobak, tuggtobak och snus.

## Tobaksskatt i Sverige
I Sverige tas skatten ut per styck för cigaretter, cigariller och cigarrer, medan den för andra tobaksvaror tas ut med ett belopp per kilo.
År 2014 sänktes skatten på tuggtobak med 1 krona.
År 2015 höjdes punktskatten på tobak i samtliga varuslag. Hela tobaksblad är dock fortfarande obeskattade.
Från och med 1 januari 2020 är skatten 1,60 kr per cigarett, plus 1 procent av detaljhandelspriset. För cigarrer/cigariller uppgår skatten till 1,41 kr per styck och för röktobak/råtobak 1957 kr/kg. För snus är skatten 459 kr/kg, och för tuggtobak 506 kr/kg.

## Fotnoter
1. ↑   Arkiverad 13 april 2014 hämtat från the Wayback Machine. Lag (1994:1563) om tobaksskatt, hämtad april 2014.
2. ↑   Skattesatser just nu, hämtat i april 2014.
3. ↑  ”Om tobaksskatter”. http://www.tobaksfakta.se/wp-content/uploads/2016/11/Om-tobaksskatter-NY.pdf. Läst 16 januari 2017.